# از درون می‌رقصم
از درون می‌رقصم (به انگلیسی: Inside I'm Dancing) فیلمی کمدی-درام محصول سال ۲۰۰۴ و به کارگردانی دامین اودانل است. در این فیلم بازیگرانی همچون جیمز مک‌آووی، استیون روبرتسون، رامالا گری، برندا فریکر و جرالد مک‌سورلی ایفای نقش کرده‌اند.  فیلم حول محور دو مرد جوان معلول می‌گردد که با سرپیچی مستقیم از زندگی وابسته به نهاد های «حمایتی» و استانداردها و نگرش‌های حاکم بر جامعه در ارتباط با معلولان، بویژه ترحم ورزی، به دنبال استقلال جسمی و عاطفی خود هستند.

## داستان
هشدار لو رفتن داستان

«مایکل کانولی» یک جوان 24 ساله مبتلا به فلج مغزی است که برای مدت طولانی در آسایشگاه معلولان «کاریگمور» زندگی می‌کند که توسط فرد سرسختی به نام «آیلین» اداره می شود. با ورود «روری اوشی» به آسایشگاه، فرد تکرویی که از دیستروفی عضلانی دوشن رنج می‌برد، زندگی پیش پا‌افتاده مایکل، که توسط مسئولین آسایشگاه اداره میشود، بلکل تغییر میکند.
روری سریع صحبت می‌کند، در زمان های غیرقابل پیش‌بینی شوخی‌های زشت یا علنی میکند و تنها می‌تواند دست راستش را حرکت دهد، و مایکل از اینکه چنین فردی‌ می‌تواند حرف زدن تقریباً نامفهوم او را درک کند، متحیر می‌شود.
ذات پویا و سرکش روری به زودی جرقه‌ای را در درون مایکل روشن‌ می‌کند و او را با دنیای بزرگتر خارج از آسایشگاه آشنا می‌ کند.
در یک روز، خارج از شهر دوبلین، در هنگام جمع‌آوری اعانه برای نیازهای معلولان توسط آسایشگاه، روری مایکل را به کناری می‌کشاند، با صندوق کمک مالی خود، مخفیانه به یک میخانه محلی می‌روند و سرگرم دلربایی از گروهی دختران می‌شوند که «شِوون» هم در میانشان هست. بعداً آنها دوباره شِوون را در حین ورود به یک کلوپ شبانه در همسایگی می‌بینند، و مایکل فقط با استناد به قانون تبعیض ناتوانی در ایرلند و اتحادیه اروپا توانست به همراه روری وارد کلوپ شود.
بارها درخواست روری برای کمک هزینه زندگی مستقل شکست خورده است. درخواست او همیشه به بهانه بی مسئولیتی و قضاوت های اشتباه زمین گذاشته می‌شود؛ اما به او گفته می شود که تا شش ماه دیگر درخواست مجدد بدهد. مایکل نیز با الهام از روری، برای کمک هزینه درخواست می‌کند و با کمک او این کمک هزینه را دریافت می‌کند؛ اما آنها برای پیدا کردن آپارتمانی که هم با صندلی چرخدار قابل دسترسی باشد و هم مقرون به صرفه باشد، به زحمت افتاده‌اند. روری، مایکل را متقاعد می کند که به ملاقات پدرش که با او قطع رابطه کرده برود. پدر هم از روی پشیمانی، به آنها پول و سرمایه لازم را برای مستقل شدن می‌دهد.
آنها با یک پرستار مصاحبه می‌کنند که نتیجه زیاد مطلوبی به همراه ندارد؛ ، اما بعداً با شِوون که در یک سوپرمارکت محلی کار می‌کند ملاقات می‌کنند و سعی می کنند که او را برای انجام این کار راضی کنند. شِوون با وجود نداشتن تجربه حرفه ای، با اکراه پیشنهادشان را قبول می‌کند. روری به دوستی مایکل و شِوون حسادت می‌کند؛ که در نهایت به دزدیدن تفریحی ماشین با بچه‌های همسایه منجر می‌شود. او تصادف می‌کند و متعاقباً برای مدت کوتاهی توسط پلیس بازداشت می‌شود.
شِوون، روری و مایکل را به یک مهمانی دعوت می‌کند. اما پس از اینکه شِوون پیشنهاد مایکل را برای رابطه رد می‌کند، تصمیم می‌گیرد که «پیتر»، یک دستیار شخصی کارآموخته را برای جایگزینی خود بیاورد. مایکل از خروج شِوون از زندگی‌شان پریشان شده و به خودکشی فکر می‌کند. روری او را در لبه پل «جیمز جویس» پیدا می‌کند. مایکل به شوخی از بلندی لبه پل شکایت می‌کند که او نمی‌تواند خود را از آن پرت کند،
و روری با او صحبت می‌کند و به او یادآوری می‌کند که او هم آینده‌ای دارد و باید از آن بهره ببرد.
بعداً مایکل، روری را در حالی‌که به سختی نفس می‌کشد، روی تخت پیدا می‌کند و اورژانس را خبر می‌کند. بیماری روری پیشرفت کرده و او فقط چند روز زنده خواهد ماند. مایکل از شِوون دیدن می‌کند و با کمک او به نمایندگی از روری به هیئت بازبینی می‌رود تا در مورد پرونده‌اش بحث کند، فرصت دیگری که پس از شش ماه پیش آمده هست. هیئت مدیره ابتدا نپذیرفت و همان بهانه های سابق درباره روری را تکرار کرد، اما مایکل پاسخ می دهد که « حقوق فرد مستقل از اعمالش هست » و هیئت مدیره با تکان دادن سر، کمک‌ هزینه زندگی مستقل روری را تأیید می کند؛ اما قبل از اینکه آنها بتوانند به بیمارستان برگردند تا خبر را به روری برسانند، او درگذشته هست.
مایکل و شِوون در مراسم تشییع جنازه روری شرکت می‌کنند. مایکل در ذهن خود صدای روری را می شنود که می‌گوید «خب پس بزنیم بیرون؟» و پس از خداحافظی با شِوون، مایکل بدون کمک به راه می‌‌افتد.